# Hegesias von Magnesia
Hegesias von Magnesia war ein im 3. Jahrhundert v. Chr. lebender griechischer Rhetor, Schriftsteller und Historiker.

## Hegesias als Rhetor
Er stammte aus Magnesia am Sipylos in Kleinasien. Im frühen 3. Jahrhundert v. Chr. verfasste er zahlreiche Werke, so fast völlig verlorene Enkomien auf Städte und Reden. Überlieferte Titel sind:
- Enkomion auf Rhodos[2]
- Die Freunde der Athener (Οἱ Φιλαθήναιοι, „Die Philathener“)
- Aspasia (Ασπασία)
- Alkibiades (Αλκιβιάδης)

Die letzten drei Werke werden in einer als „Bücherliste von Rhodos“ bekannten Inschrift unter der Rubrik zur athenischen Gesetzgebung geführt. Ob es sich bei den Werken zu Aspasia und Alkibiades um dialogische oder biographische Werke oder auch Reden handelte, ist nicht auszumachen.
Laut Strabon war er der Begründer („mehr als jeder andere“) des von konservativen antiken Kritikern (insbesondere den Vertretern des Attizismus) als degeneriert klassifizierten rhetorischen Stils des Asianismus. Er selbst erklärte aber, ein Nachahmer des einfachen Stils des Lysias sowie auch jenes des Charisios zu sein. Seine blumige Ausdrucksweise ist durch Vermeidung der klassischen Periode, Benutzung kurzer, stark rhythmischer Kommata sowie die Einflechtung von Wortspielen und gewagten Metaphern charakterisiert.
Scharfen Tadel an seinem Stil übten u. a. Agatharchides, Dionysios von Halikarnassos und der römische Redner Cicero. Agatharchides bemerkt etwa, dass Hegesias den Demosthenes nachahme, aber dessen Gedanken in schlechtes Gewand kleide, dass er zwar öfters der Zerstörung von Städten, namentlich von Theben und Olynth gedenke, aber nicht den Zeitumständen angemessen darüber reden wolle, sondern bei der Darstellung schrecklicher Ereignisse nur seine Rednerkunst zu zeigen suche. Varro hingegen zollte ihm Lob; Rutilius Lupus zitierte ihn in seinem Buch Über die Redefiguren mehrmals ohne die sonst verbreiteten kritischen Worte.

## Hegesias als Alexanderhistoriker
Hegesias verfasste wahrscheinlich auch eine Geschichte der Feldzüge Alexanders des Großen. Diese ist zwar nicht direkt belegt (sodass auch ihr Titel nicht bekannt ist), in der antiken Literatur sind aber einige Hegesias-Zitate erhalten, in denen Hegesias Episoden aus Alexanders Leben sowie von seinem Feldzug berichtet und die deshalb als Fragmente aus einer Alexandergeschichte gelten. So zitiert Dionysios von Halikarnassos ein Bruchstück über die grausame Behandlung, die Alexander nach der schwer errungenen Eroberung von Gaza (332 v. Chr.) der Besatzung und vor allem ihrem Befehlshaber Batis habe widerfahren lassen. Die Geschichte, über die sonst nur noch der römische Historiker Quintus Curtius Rufus berichtet (der vielleicht aus Hegesias schöpfte), wird von der Mehrzahl der heutigen Historiker für unhistorisch gehalten.
Zu dem über die Geburt des Makedonenkönigs überlieferten Synchronismus, dass diese am gleichen Tag wie der Brand des Artemistempels von Ephesos stattgefunden habe, machte Hegesias in seinem Werk den Witz, Artemis habe dieses Unglück nicht verhindern können, weil sie in der gleichen Nacht bei Alexanders Geburt in Makedonien geholfen habe. Agatharchides bemerkt, dass Hegesias eine Vorliebe dafür gehabt habe, die Zerstörung von Städten zu beschreiben, wobei er sich offenbar vor allem auf Hegesias’ Berichte über die Zerstörung des aufständischen Theben durch Alexander und diejenige Olynths durch Philipp II. bezog.
Laut Aulus Gellius gehörte Hegesias zu den Autoren, die vielfach sagenhafte Dinge berichteten; Philodemos sowie der Autor der rhetorischen Schrift Über das Erhabene rechneten ihn gemeinsam mit Kleitarchos zu jenen Autoren, die bereits in der Antike für ihre sagenhaften Berichte kritisiert wurden. Hegesias mag deshalb der „Vulgata-Tradition“ der Alexanderhistoriker nahegestanden haben.

## Ausgaben der Fragmente
- Karl Müller: Fragmenta historicorum Graecorum (FHG; griechischer Text mit lateinischer Übersetzung, Digitalisat).
- Felix Jacoby: Die Fragmente der griechischen Historiker (FGrH). Band 2B, 1930, Nr. 142 (griechischer Text mit Kommentar).
- Luisa Prandi: Hegesias of Magnesia (142). In: Jacoby Online. Brill’s New Jacoby. Part II, herausgegeben von Ian Worthington. Brill, Leiden 2016 (aktuell maßgebliche Ausgabe mit allen Fragmenten und Erwähnungen mit englischer Übersetzung und Kommentar; DOI:10.1163/1873-5363_bnj_a142).